# Picumnus albosquamatus

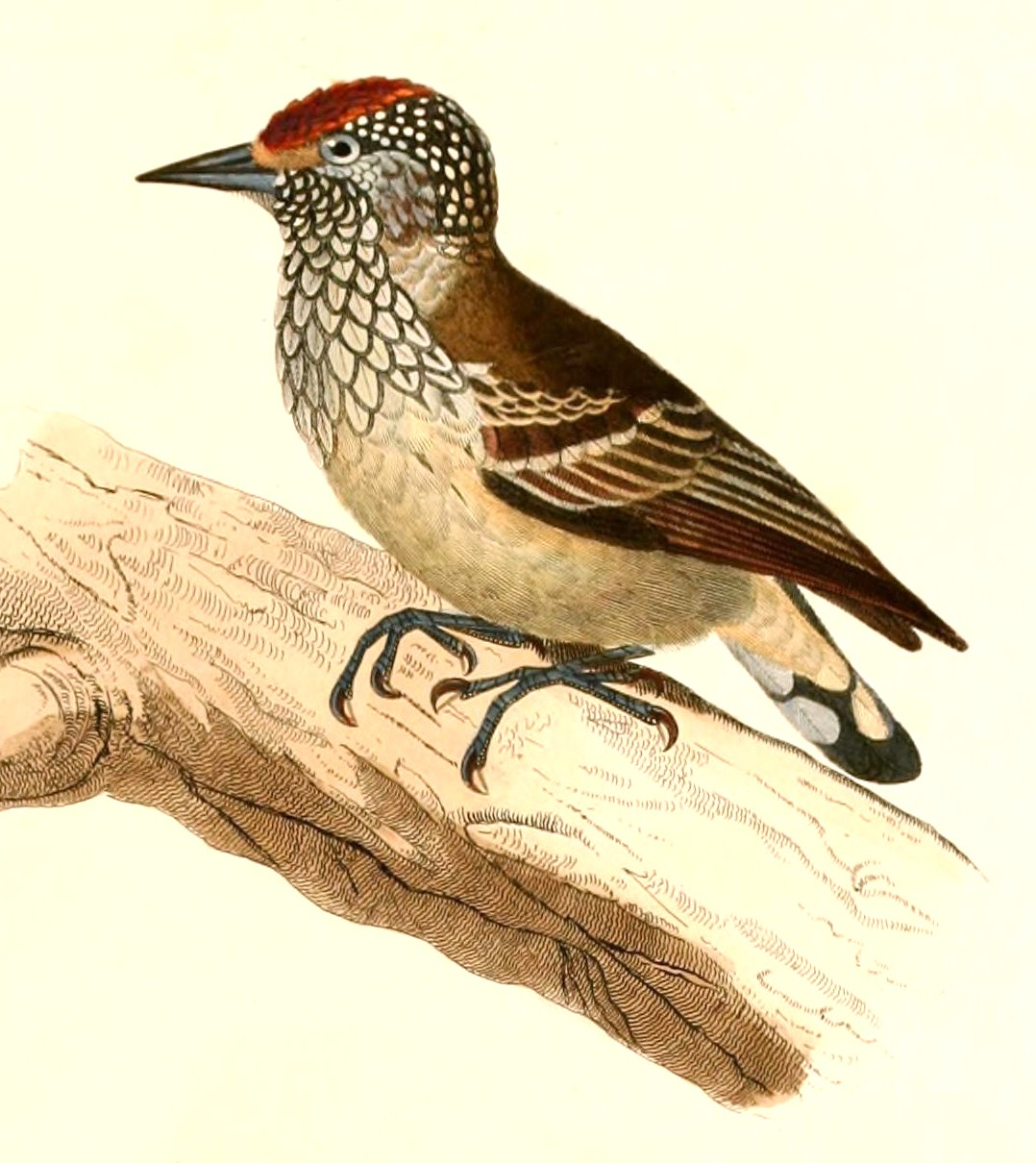
Picumnus albosquamatus ilustración de d'Orbigny, 1847.

El carpinterito albiescamoso (Picumnus albosquamatus) es una especie de ave piciforme, perteneciente a la familia Picidae, del género Picumnus.

## Subespecies
- Picumnus albosquamatus albosquamatus (Orbigny, 1840)
- Picumnus albosquamatus guttifer (Sundevall, 1866)

## Localización
Es una especie de ave que se encuentra en Bolivia, Brasil y Paraguay.